# Bistum Brejo
Das Bistum Brejo (lateinisch Dioecesis Breiensis, portugiesisch Diocese de Brejo) ist eine in Brasilien gelegene römisch-katholische Diözese mit Sitz in Brejo im Bundesstaat Maranhão. Es umfasst die Gemeinden (Munizipien) Afonso Cunha, Anapurus, Araioses, Barreirinhas, Brejo, Buriti, Chapadinha, Coelho Neto, Duque Bacelar, Magalhães de Almeida, Mata Roma, Santa Quitéria do Maranhão, São Benedito do Rio Preto, São Bernardo, Tutóia und Urbano Santos im Nordosten von Maranhão.

## Geschichte
Das Bistum Brejo wurde am 14. September 1971 durch Papst Paul VI. mit der Apostolischen Konstitution Pro apostolico aus Gebietsabtretungen des Erzbistums São Luís do Maranhão errichtet und diesem als Suffraganbistum unterstellt.

## Bischöfe von Brejo
- Afonso de Oliveira Lima SDS, 1971–1991
- Valter Carrijo SDS, 1991–2010
- José Valdeci Santos Mendes, seit 2010